# 시부가키대
시부가키대(일본어: シブがき隊 시부가키타이[*])는 1980년대에 활약한 일본 남자 아이돌 그룹으로 당시 소속사는 쟈니스 사무소이다.
1981년 도쿄방송의 드라마 《2학년 B반 센파치 선생님》에서 출연한 3명이 쟈니스 사무소에서 결성하여, 이듬해인 1982년 5월 5일에 싱글 〈NAI NAI 16〉으로 가요계에 데뷔하였다. 연말의 제24회 일본 레코드 대상에서 최우수신인상을 수상하였고, NHK 홍백가합전에도 1982년부터 1986년까지 5년 연속 출장했다. 이름의 유래는 강한 녀석들이라는 뜻의 시부이가키(シブい“ガキ”)로 정했으나, 곧 시부가키 트리오로 다시 시부가티대로 이름을 바꾸었다.
1986년 소속사인 쟈니스 사무소에서 또다른 아이돌 그룹 소년대를 데뷔시키면서 하향세에 접어들었고 결국 1988년을 마지막으로 해산하였다.